# ZeroZeroZero
(Introduzione del primo capitolo.)
ZeroZeroZero è un romanzo-inchiesta di Roberto Saviano, pubblicato da Feltrinelli Editore il 5 aprile 2013. L'argomento centrale del libro è la cocaina, della quale lo scrittore cerca di sfatare i più grandi tabù, raccontando l'evoluzione dei cartelli sudamericani (soprattutto messicani), i loro violenti metodi di esecuzione, i loro rapporti con le istituzioni locali e la storia dei boss del "petrolio bianco".
Nel 2018 iniziano le riprese della trasposizione televisiva del romanzo per la produzione di Cattleya e Fandango sotto la regia di Stefano Sollima. La serie televisiva va in onda su Sky dal 14 febbraio 2020.

## Struttura del libro
Il libro è diviso in 7 parti (da Coca # 1 a Coca # 7), ognuna delle quali contiene da 2 a 5 capitoli. L'ultima parte è dedicata alla sezione Ringraziamenti, in cui Saviano cita le persone che lo hanno aiutato a preparare il libro e coloro che gli sono stati vicini.

## Contenuti
Il libro è narrato sotto forma di inchiesta, con descrizione di come si sia formato il narcotraffico di droga e cocaina nei paesi sottosviluppati dell'America meridionale, Argentina e Messico. L'inchiesta riguarda come il guadagno ricavato dal commercio illegale, anche in Italia, sia miliardario, e che nonostante le leggi di divieto, il commercio prosegue ugualmente nel mondo, con la compiacenza delle principali istituzioni bancarie. Il libro contiene alcuni esempi di eroismo come ad esempio il martirio del poliziotto infiltrato Kiki, ma tratta anche gli effetti della dipendenza cronica da cocaina ed ecstasy.

## Accoglienza
ZeroZeroZero ha goduto di una notevole esposizione mediatica a livello internazionale. Nella sua recensione per The Daily Beast, il giornalista americano Michael Moynihan ha criticato il romanzo per la scarsa qualità letteraria e l'ambiguità tra fiction e cronaca, citando anche numerosi episodi presentati come autentici dal narratore, ma in realtà palesemente improbabili o plagiati da fonti anonime.

## Influenza culturale
A ottobre 2015 la marina messicana ha rinvenuto una copia dell'edizione americana (Penguin Press) del romanzo nel covo del Chapo Guzmán, di cui Saviano scrive nel libro-inchiesta. A pubblicare la notizia (e il video girato dalle autorità messicane) è il quotidiano messicano El Universal. Numerose le ipotesi sul perché El Chapo fosse entrato in possesso del libro: la più accreditata è che volesse tenersi informato su ciò che nel mondo si scrive su di lui. ZeroZeroZero gli sarebbe stato segnalato dal suo legale.